# Arbre à palabres

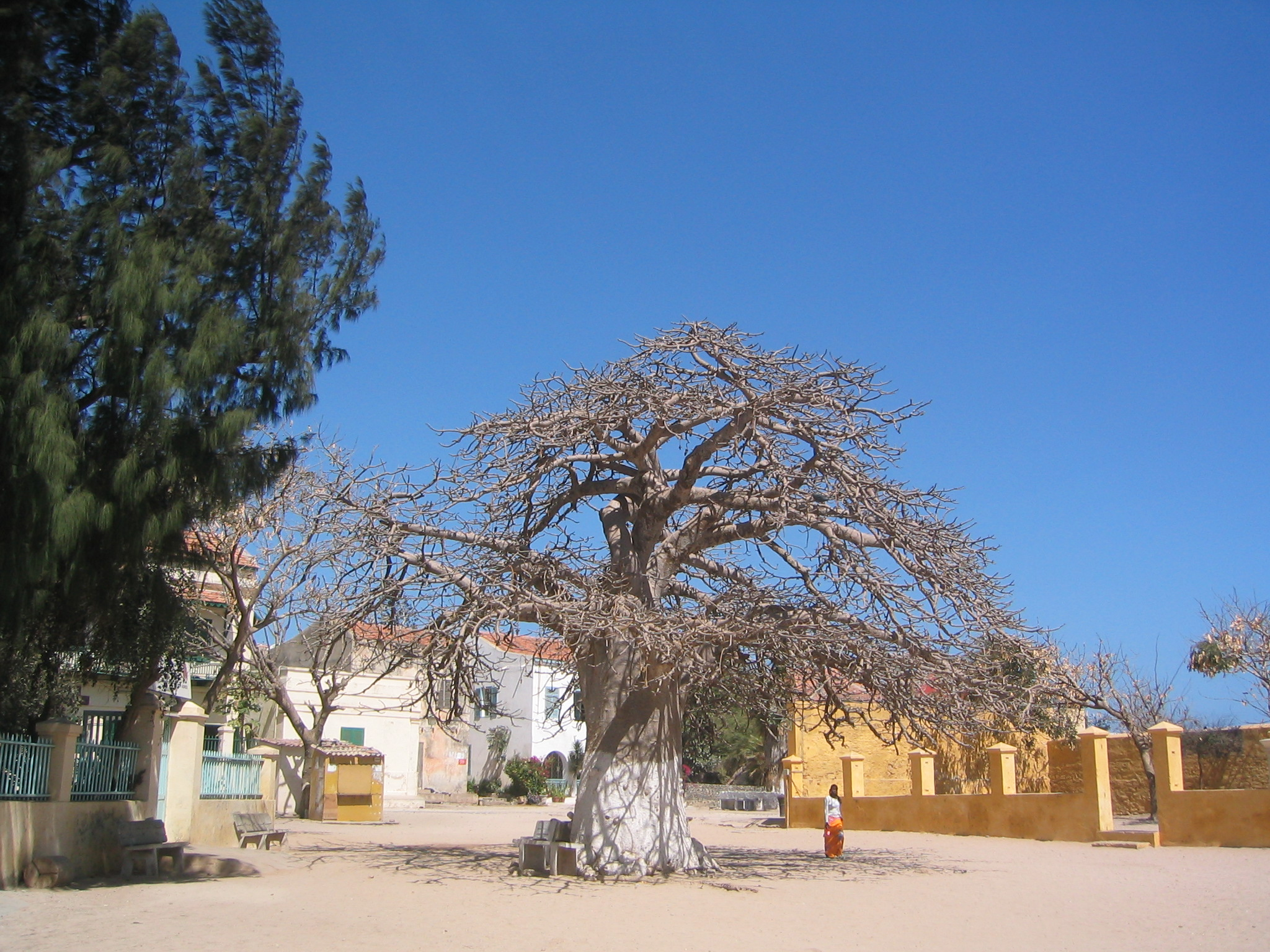
Sur l’île de Gorée (Sénégal)

En Afrique francophone, l’arbre à palabres est un lieu traditionnel de rassemblement, à l'ombre duquel on s'exprime sur la vie en société, les problèmes du village, la politique. C'est aussi un lieu où les enfants viennent écouter un ancien du village conter des histoires.
Par métonymie, l'expression peut désigner l'endroit d'un village où se trouvait un arbre à palabres, généralement un baobab. Ainsi, au Gabon, « arbre à palabre » peut désigner le lieu où se réunissent les étudiants pour discuter de leur vie sociale et universitaire.